# Burmantis burmitica
Burmantis burmitica (лат.) — вид вымерших насекомых из отряда богомолов. Обнаружен в меловых бирманских янтарях из отложений Юго-Восточной Азии (штат Качин, около Мьичина, север Мьянмы, около 100 млн лет).
Родовое название Burmantis происходит от двух слов: Бирма (Burma, старое название Мьянмы) и богомол (Mantis). Видовое название B. burmitica дано по месту обнаружения голотипа (Бирма).

## Описание
Мелкого размера богомолы, длина тела 3,5 мм. Церки из 10 сегментов.

## История изучения
Вид Burmantis burmitica был впервые описан под названием Jersimantis burmiticus в 2003 году американским палеоэнтомологом Дэвидом Гримальди (Grimaldi David A., American Museum of Natural History, США), вместе с видами Santanmantis axelrodi, Ambermantis wozniaki, Burmantis lebanensis и Burmantis asiatica.
В 2006 году вид был перенесён в род Burmantis, который был отнесён к семейству Gryllomantidae Gorochov, 2006 . В 2016 году семейство признали искусственной группой и род отнесли непосредственно к отряду богомоловых.